# Habrocestoides bengalensis
Habrocestoides bengalensis är en spindelart som beskrevs av Prószynski 1992. Habrocestoides bengalensis ingår i släktet Habrocestoides och familjen hoppspindlar. Inga underarter finns listade i Catalogue of Life.